# Трюм (митология)
Трюм (още Трим, Тримр; на старонорвежки: Þrymr, „шум, врява“) е персонаж в скандинавската митология, великан от рода на йотуните. Той е един от главните участници в мита за открадването на Мьолнир, чука на бог Тор, описан основно в поемата Тримсквида (Þrymskviða) от Старата Еда. 
Според мита, след поредна битка с великаните-йотуни, Тор ляга да поспи под открито небе и когато се събужда, открива, че оръжието му – чукът Мьолнир – е изчезнало. Тръгналият да го търси бог Локи, открива великанът Трюм, който се хвали, че именно той е откраднал чука. На подканата да го върне, Трюм иска в замяна богинята Фрея за жена. По съвет на Хаймдал, Тор преоблечен като Фрея отива при Трюм, който вече е подготвил сватбено тържество. Апетитът и очите на Тор за малко не го издават, но благодарение на хитростта и ласкателствата на Локи женихът е успокоен и очарован и по обичая изпраща сестра си да сложи на коленете на „невястата“ му най-скъпия дар, който може да ѝ даде, – в случая чукът Мьолнир. Получил оръжието си, Тор захвърля женските дрехи и избива всички гости на тържеството, включително Трюм.